# Анисов (село)
Ани́сов (укр. Ани́сів) — село Черниговского района Черниговской области Украины, центр сельского совета. Расположено на левом берегу Десны, в 8 км к юго-востоку от Чернигова. На территории села расположен остановочный железнодорожный пункт Анисово участка Чернигов — Нежин Юго-Западной железной дороги. Население 1 063 человек.
Код КОАТУУ: 7425580501. Почтовый индекс: 15560. Телефонный код: +380 462.

## История
Впервые в документах Анисов упоминается в середине XVII в. Название происходит от имени черниговского боярина Анисима, которому принадлежал хутор.

## Власть
До 11 сентября 2016 года Орган местного самоуправления — Анисовский сельский совет. Почтовый адрес: 15560, Черниговская обл., Черниговский р-н, с. Анисов, ул. Герасименко, 20. Анисовскому сельскому совету кроме села Анисов было подчинено село Лукашовка.
11 сентября 2016 года была создана Ивановская сельская община, 12 июня 2020 года в состав которой вошло село, согласно Распоряжению Кабинета Министров Украины № 730 от 12 июня 2020 года.